# Club Atlético Vélez Sarsfield
Vélez Sarsfield je argentinski nogometni klub iz grada Buenos Airesa.

## Klupski uspjesi

### Međunarodni uspjesi
Interkontinentalni kup:
- Prvak (1): 1994.

## Vanjske poveznice
- Službene klupske stranice
- La V Azulada